# Xiaomi Mi 4
Xiaomi Mi 4 — пятидюймовый смартфон нового поколения, представленный компанией Xiaomi 21 июля 2014 года. Mi 4 — четвёртое поколение Xiaomi. Данный смартфон отличается от предыдущих моделей своим дизайном и усовершенствованными характеристиками.
23.04.2015 вышел Mi 4i,22.09.2015 вышел Mi 4c,24.02.2016 вышел Mi 4s.

## характеристики смартфона
- Дисплей: 5 дюймов, IPS-LCD, FullHD, 1920х1080p, 441 PPI, OGS;
- Процессор: Qualcomm Snapdragon 801, имеет 4 ядра с тактовой частотой 2,5 ГГц;
- ОЗУ (RAM): 3 ГБ;
- Графический ускоритель: Adreno 330 578 MHz GPU;
- Внутренняя память устройства: 16 ГБ;
- Операционная система: Android 4.4 KitKat с MIUI 6 UI;
- Батарея: 3080 мАч;
- Беспроводная связь: Wi-Fi 802.11a/b/g/n/ac, Bluetooth 4.0, NFC (Near Field Communication);
- Камеры: 13 Мп (основная), 8 Мп (фронтальная);
- Навигация: GPS;
- Порты: microUSB, аудиопорт;
- Размеры: 139,2×68,5×8,9 мм;
- Вес: 149 г;
- SIM: microSIM.